# Jordan O'Brien
Jordan O'Brien (11 de octubre de 1992, Garden Grove, Estados Unidos) es una futbolista estadounidense, se desempeña como mediocampista. Actualmente juega al Stockton Cargo.

## Trayectoria

### Inicio
Comenzó jugando 4 años en el equipo universitario Tulsa Golden Hurricane de la Universidad de Tulsa donde consiguió 8 goles y 19 asistencias en 79 partidos jugados.

### Houston Dash
En el año 2015 fue fichada por Houston Dash sin disputar partidos.

### QBIK
Ficha el 25 de febrero de 2016 por QBIK de Suecia. Aunque en junio de 2016 debido a problemas con su VISA y resultar lesionada abandona el equipo.

### Orlando Pride
El 16 de junio de 2017, Orlando Pride anunció el fichaje de O'Brien luego de haber estado a prueba desde mediados de la temporada 2016. Al culminar la temporada quedó libre.

### Avaldsnes IL
Firma con Avaldsnes IL el 13 de julio de 2018. Marcó un gol en su debut el 10 de agosto en la ronda clasificatoria de la UEFA Champions League Femenina. Su debut en la Toppserien se dio el 4 de noviembre.

### River Plate
El 13 de octubre de 2019 firma su contrato profesional con River. Debutó en la victoria 4 a 0 del "Millonario" ante El Porvenir. Su primer gol fue el 9 de febrero de 2020 en la victoria 5 a 0 contra Estudiantes de La Plata. En diciembre de 2021, O'Brien anunció su salida del club de Núñez.

## Clubes
| Club          | País           | Año         |
| ------------- | -------------- | ----------- |
| Houston Dash  | Estados Unidos | 2015 - 2016 |
| QBIK          | Suecia         | 2016 - 2016 |
| KR            | Islandia       | 2016 - 2016 |
| Orlando Pride | Estados Unidos | 2017 - 2018 |
| Avaldsnes     | Noruega        | 2018 - 2019 |
| River Plate   | Argentina      | 2019 - 2021 |

## Vida personal
Es hija de Patrick y Jean O'Brien. Nació en Garden Grove pero se crio en Huntington Beach. Su hermano Kyle O'Brien es también futbolista, y juega para California United Strikers FC de la NISA (National Independent Soccer Association). 
Se graduó en 2010 en Marina High School, donde jugó al fútbol a nivel colegial y fue dos veces MVP de la Sunset League en 2008 y 2010. En sus años escolares también jugó para Slammers FC, con el equipo, ganó catorce títulos estatales y nacionales.
Estudió en la Universidad de California y en 2015 se graduó de Licenciada en Psicología.